# Zaštita očiju
Zaštita oka uključuje različite zaštitne predmete za oči, koji dolaze u mnogim oblicima ovisno o tome od čega štite. To mogu biti čestice, svijetlo, vjetar, toplina, morske kapljice ili neke vrste loptica upotrebljavanih u različitim sportovima. Zaštitni predmeti korišteni za zaštitu očiju na radnim mjestima spadaju u osobna zaštitna sredstva

## Zaštitne naočale
Zaštitne naočale oblik su zaštite očiju od čestica, infektivnih tekućina ili kemikalija, npr. u plivanju štite oči od vode.

## Zaštita od svjetla
Ljudsko oko je osjetljivo na mnoge vrste svjetlosti:
- Šilterica - njen šilt pruža zaštitu od zablještenja suncem.
- Naočale za zaštitu od lasera se koristi da spriječi oštećivanje od vidljivih i nevidljivih laserskih zraka.
- Sunčane naočale štite od vidljive i ultraljubičaste svjetlosti sunca.
- Naočale za zavarivanje štite od letećih iskri. One su samo intenzivniji oblik sunčanih naočala, prilagođene intenzivnijem svjetlu za vrijeme varenja.
- Zavarivačke naočale četrnaestog stupnja koje su puno snažnije od sunčanih naočala, mogu također biti korištne za direktno gledanje u sunce( npr. za gledanje pomrčine sunca).

## Drugi oblici zaštite
- Zaštita za oči koja se koristi u sportovima kao orijentacijsko trčanje ili biciklizam, da bi zaštitilo oko od prašine, insekata i naleta vjetra
- Naočale protiv infekcije oka

## Kacige i viziri
Neke kacige i viziri štite oči:
- Oklopni viziri bili su dio srednjovjekovne ratne kacige.
- Bejzbolska kaciga koja štiti cijelo lice hvatača u bejzbolu i softbolu.
- Štitnik za oči dio je opreme američkog nogometa. To je vizir koji se pričvrsti na kacigu igrača.
- Kaciga ratnog pilota sadrži i vizir koji ga štiti od sunca i udara vjetra u slučaju izbacivanja iz aviona.
- Vatrogasna kaciga sadrži vizir koji štiti lice od topline.
- Hokejaška kaciga sadrži vizire, štitnike, kaveze i maske koji štite lice.
- Kaciga za hurling štiti oči od lopte i bliskog kontakta s igračima.
- Kaciga za lacrosse.
- Kaciga u čamcu za spašavanje ima proziran vizir koji štiti oči od kapljica mora.
- Motociklistička kaciga ima primarnu zadaću sigurnost i zaštitu vozačeve glave prilikom pada, prevenciju i redukciju ozljeda glave, ili spašavanje vozačeva života. Obično kacige imaju i vizire koje štite oči od vjetra, prašine i insekata.
- Kaciga specijalne policije štiti glavu, lice i oči od ručnog oružja i bačenih predmeta kao što su cigle, što se može susresti u nasilinim prosvjedima.
- Sigurnosne kacige koje koriste radnici na gradilištima.
- Kacige svemirskih odijela su impregnirane zlatom, da bi zaštitile astronaute od sunčevih zraka

## Cijene
Cijene ovise o vrijednosti, kvaliteti i vrst zaštite. Cijene se kreću od 20 $ po leći pa do nekoliko tisuća dolara po naočalama.